# Pentlatch

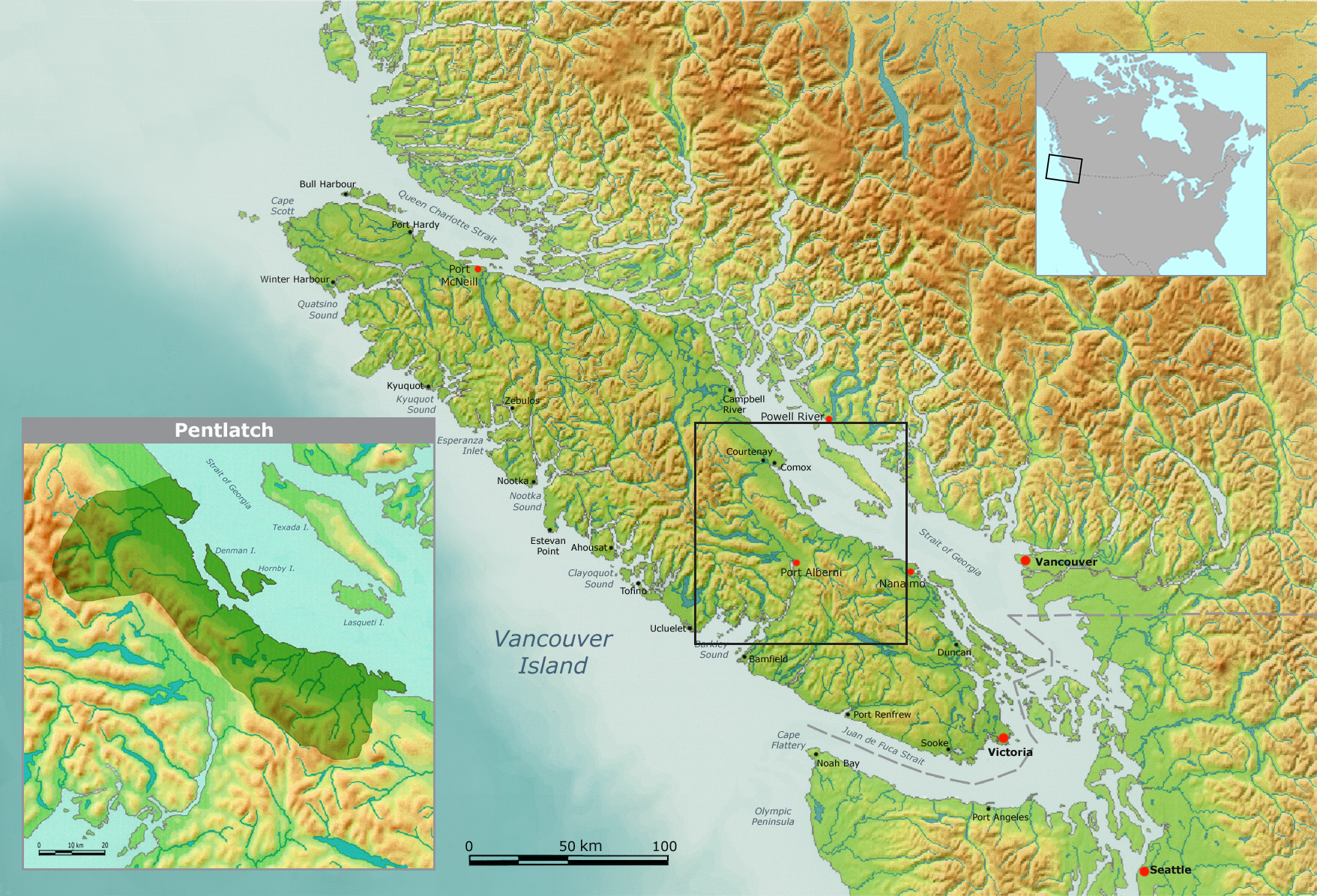
Traditionelles Stammesgebiet der Pentlatch

Die Pentlatch oder Puntletch sind eine der kanadischen First Nations in der westlichsten Provinz, in British Columbia. Sie gehören, wie die Comox und die Sechelt der Gruppe der nördlichen Küsten-Salish an. Sie lebten an der Ostküste von Vancouver Island, entlang der Strait of Georgia, und auf den Inseln Denman und Hornby. Ihre Sprache, ein Dialekt des nördlichen Zentral-Salish, gilt als seit den 1940er Jahren ausgestorben. Sie war mit dem Comox nahe verwandt, ähnlich wie mit der Sprache der Sechelt. Der Puntledge River leitet seinen Namen von den Pentlatch ab. Ihr ursprünglicher Name ist nicht mehr bekannt, die jetzige Form ist die anglisierte Fassung der Bezeichnung, die ihnen ihre Nachbarn, die Comox und Sechelt beilegten. 

## Geschichte
- s. a. Geschichte der Küsten-Salish
Zwar nahmen Vancouver, Dionisio Alcalá-Galiano (1792) und andere Entdecker Kontakt zu ihnen auf, doch waren sie für den Pelzhandel mangels Fischotterpelzen uninteressant.
Um 1800 lebten sie zwischen Kye Bay im Norden bis in die Gegend des heutigen Parksville. Sie wurden nach schweren Pockenepidemien und Angriffen der weiter nördlich lebenden Lekwiltok (sie gehörten zu den Kwakwaka'wakw) von den nördlichen Nachbarn, den Comox, absorbiert. Hornby Island (vor der Ostküste Vancouver Islands, noch östlich von Denman Island) war wohl schon um 1850 menschenleer. Um 1860 griffen die Cowichan in ihr Gebiet ein, um die Fischrechte am Qualicum an sich zu ziehen. George Drabble, der 1862 im Auftrag der Provinz die Gegend besuchte, verzeichnete noch Dörfer an der Küste und das Pentlatch-Dorf am Tsolum in seinen Karten.
Neben Fisch und nach 1800 auch Kartoffeln basierte das Leben und die Kultur der Pentlatch auf Camas (Camassia quamash). Mit den großen Camas-Früchten wurde darüber hinaus Handel getrieben, etwa mit den Nuu-chah-nulth.
Kurz nach 1862 verdrängten Siedler, die das Land für einen Dollar pro Acre kauften, die wenigen verbliebenen Pentlatch. Schätzte man ihre Zahl um 1700 bis 1800 auf rund 300 Menschen, so lebten um 1900 noch 50. Ihre Sprache starb nach 1940 aus. 2005 bezeichneten sich 81 Menschen als Pentlatch. Sie sind Teil der Kwaguilth/Pentlatch, Qualicum Band.
Im Royal British Columbia Museum in Victoria befinden sich zwei Totempfähle der Pentlatch (RBCM 2355, 2356), die 1912 in Nanaimo erworben wurden. Sie stammen aus der Gegend um Comox.